# Tuncay Şanlı
Tuncay Şanlı [tunˈdʒaj ˈʃanlɯ] (* 16. Januar 1982 in Adapazarı, Sakarya), genannt Tuncay, ist ein ehemaliger türkischer Fußballspieler und jetziger -trainer.

## Spielerkarriere

### Verein
Tuncay unterschrieb seinen ersten Profivertrag beim Zweitligaverein Sakaryaspor und erzielte in der Saison 2000/01 16 Tore in 31 Ligaspielen. In der folgenden Saison steigerte er seine Torausbeute auf 18 Treffer. Vor der Saison 2002/03 erhielt er einen zweijährigen Vertrag bei Fenerbahçe Istanbul und traf zehnmal für das Team aus dem Şükrü-Saraçoğlu-Stadion. In der Saison 2003/04 trug er mit 19 Toren in 31 Spielen zum Gewinn der Meisterschaft bei. Am Ende der Saison verlängerte er seinen Vertrag bis 2007. In seiner ersten Champions-League-Saison (2004/05) erzielte er fünf Tore. Im Spiel gegen Manchester United erzielte er einen Hattrick.
Im Sommer 2007 wechselte er für vier Jahre zum englischen Erstligisten FC Middlesbrough. Am 1. Dezember 2007 erzielte er gegen den FC Reading sein erstes Premier-League-Tor. Im Laufe der Saison erzielte er acht Tore in der Premier League. Er wurde im Jahr 2008/09 zum besten Spieler Middlesbroughs gewählt. Nach dem Abstieg der Mannschaft schloss Tuncay sich Stoke City an. Sein Debüt gab er im Spiel gegen Sunderland (1:0), in dem er in der 84. Minute eingewechselt wurde.
Ab Januar 2011 spielte er beim VfL Wolfsburg. Allerdings kam er in der verbleibenden Saison nur anfangs dreimal zum Einsatz und wurde im Saisonfinale noch einmal eingewechselt.
In der Sommerpause 2011 wurde Tuncay für ein Jahr an die Bolton Wanderers ausgeliehen, die zudem eine Kaufoption besaßen. Nachdem er nach Wolfsburg zurückgekehrt war, wurde sein Vertrag am 25. Juli 2012 aufgelöst.
Anfang September 2012 wechselte Tuncay zum türkischen Verein Bursaspor. Er unterschrieb hier einen Dreijahresvertrag. Anfang Februar 2014 wurde sein Vertrag aufgelöst.
Nach seinem Abschied von Bursaspor spielte er nacheinander für die Vereine Umm-Salal SC und FC Pune City und beendete im Sommer 2016 seine aktive Laufbahn.

### Nationalmannschaft
Nach einigen U-21-Länderspieleinsätzen gab Tuncay im November 2002 mit 20 Jahren in einem Freundschaftsspiel gegen Italien sein Debüt in der A-Nationalmannschaft. Im FIFA-Konföderationen-Pokal 2003 traf er drei Mal, als die Türkei den dritten Platz belegte. Dabei bekam er als zweitbester Spieler des Turniers den Silbernen Ball und als zweitbester Torschütze des Turniers den Silbernen Schuh verliehen. Die Qualifikation für die UEFA EURO 2004 verpasste sein Land jedoch; bei der Play-off-Niederlage gegen Lettland kam Tuncay nur elf Minuten zum Einsatz. Tuncay spielte am Tag vor seinem A-Länderspieldebüt noch für die türkische U-21-Nationalmannschaft und traf zweimal.
Beim dritten Vorrundenspiel gegen Tschechien der Euro 2008 bekam der türkische Torwart Volkan Demirel in den letzten Minuten nach einer Tätlichkeit an Jan Koller die rote Karte. Der Trainer Fatih Terim sah sich darauf gezwungen, Tuncay ins Tor zu stellen, da er schon alle Auswechslungen vollzogen hatte. Das Spiel konnte die Türkei mit 3:2 gewinnen. Am 5. September 2009 hat er im WM-Qualifikationsspiel gegen Estland, sein 21. und 22. Tor für die türkische Nationalmannschaft erzielt. Damit löste er Lefter Küçükandonyadis als zweitbesten türkischen Torschützen ab. Vor ihm lag damals nur noch Hakan Şükür mit 51 Treffern. Später wurde er auch durch Burak Yılmaz überholt.

## Trainerkarriere
Şanlı, der im Sommer 2016 seine aktive Laufbahn beendet hatte, wurde zur Europameisterschaft 2016 vom Cheftrainer Fatih Terim als Teil des Trainerstabes mitgenommen und assistierte während dieses Turniers dem türkischen Nationalcoach.
Im Oktober 2016 übernahm er seinen ersten Verein Sakaryaspor als Cheftrainer und startete damit offiziell seine Trainerkarriere. Im Juli 2024 unterschrieb er einen Vertrag als Trainer beim Istanbuler Verein Ümraniyespor.

## Größte Erfolge
- 3. Platz im Konföderationen-Pokal 2003
- Halbfinalist bei der Europameisterschaft 2008
- Türkischer Meistertitel: 2004, 2005, 2007
- Dritterfolgreichster Torschütze der türkischen Nationalmannschaft (22 Tore)